# Eudesmus
Eudesmus – rodzaj chrząszczy z rodziny kózkowatych i podrodziny zgrzypikowych.

## Zasięg występowania
Przedstawiciele tego rodzaju występują w Ameryce Północnej i Południowej od Meksyku po Boliwię w tym na Małych Antylach.

## Systematyka
Do Eudesmus należy 7 gatunków:
- Eudesmus caudalis
- Eudesmus diopites
- Eudesmus ferrugineus
- Eudesmus grisescens
- Eudesmus nicaraguensis
- Eudesmus posticalis
- Eudesmus rubefactus.